# Iorio
Iorio  è un nome proprio di persona italiano maschile.

## Varianti
- Maschili: Jorio[1][3]
- Femminili: Ioria[2], Joria[3]

## Origine e diffusione
Si tratta di una forma regionale meridionale del nome Giorgio, documentata sin dal Medioevo e sorta probabilmente per influsso bizantino e neogreco.
Secondo dati raccolti negli anni Settanta, tre quarti delle occorrenze risultavano distribuite tra Toscana ed Emilia-Romagna, e il resto disperse al Nord e al Centro; questa diffusione, del tutto scollegata dall'area di origine, è dovuta a Gabriele D'Annunzio, che la utilizzò nella sua tragedia del 1904 La figlia di Iorio.

## Onomastico
L'onomastico si festeggia lo stesso giorno di Giorgio, cioè generalmente il 23 aprile in memoria di san Giorgio.
Con questo nome si ricordano anche san Jorio (o Giorgio), martire a San Giorio, il 23 aprile, e il beato Jorioo Joris, vescovo, morto a Béthune durante un pellegrinaggio, commemorato il 26 luglio.

## Persone
- Iorio Vivarelli, scultore e grafico italiano

### Variante Jorio
- Jorio Borchi, politico e assicuratore italiano

## Il nome nelle arti
- Iorio è un personaggio dell'opera di Gabriele D'Annunzio La figlia di Iorio.